# Калнгале (платформа)
Ка́лнгале (латыш. Kalngale) — остановочный пункт в посёлке Калнгале. Находится на железнодорожной электрифицированной линии Земитаны — Скулте. Открыт 26 октября 1933 года.

## Описание
Платформа расположена среди лесного массива, между морем и посёлком Калнгале. Летом пассажиропоток увеличивается благодаря потоку отдыхающих, приезжающих на море. По соседству с платформой расположены кемпинги.
До Риги — 21 км.